# Donna (nome)
Donna  è un nome proprio di persona inglese femminile.

## Varianti
- Femminili: Dona[1]

## Origine e diffusione
Nome in uso dal XIX secolo, riprende il termine italiano "donna", un tempo usato come titolo per signore; etimologicamente, esso deriva dal latino domina (da cui anche "dama"), femminile di dominus, "signore", quindi "signora", "padrona" (significato analogo a quello dei nomi Marta, Despina, Creusa, Freya, Matrona, Sara e Lia).
Viene talvolta usato come forma femminile di Donald o del suo ipocoristico Don, per quanto i due nomi non siano legati in alcun modo.

## Onomastico
L'onomastico ricorre il 28 dicembre, in ricordo di santa Donna, una sacerdotessa pagana convertita al cristianesimo, una dei martiri di Nicomedia.

## Persone
- Donna Amato, pianista statunitense

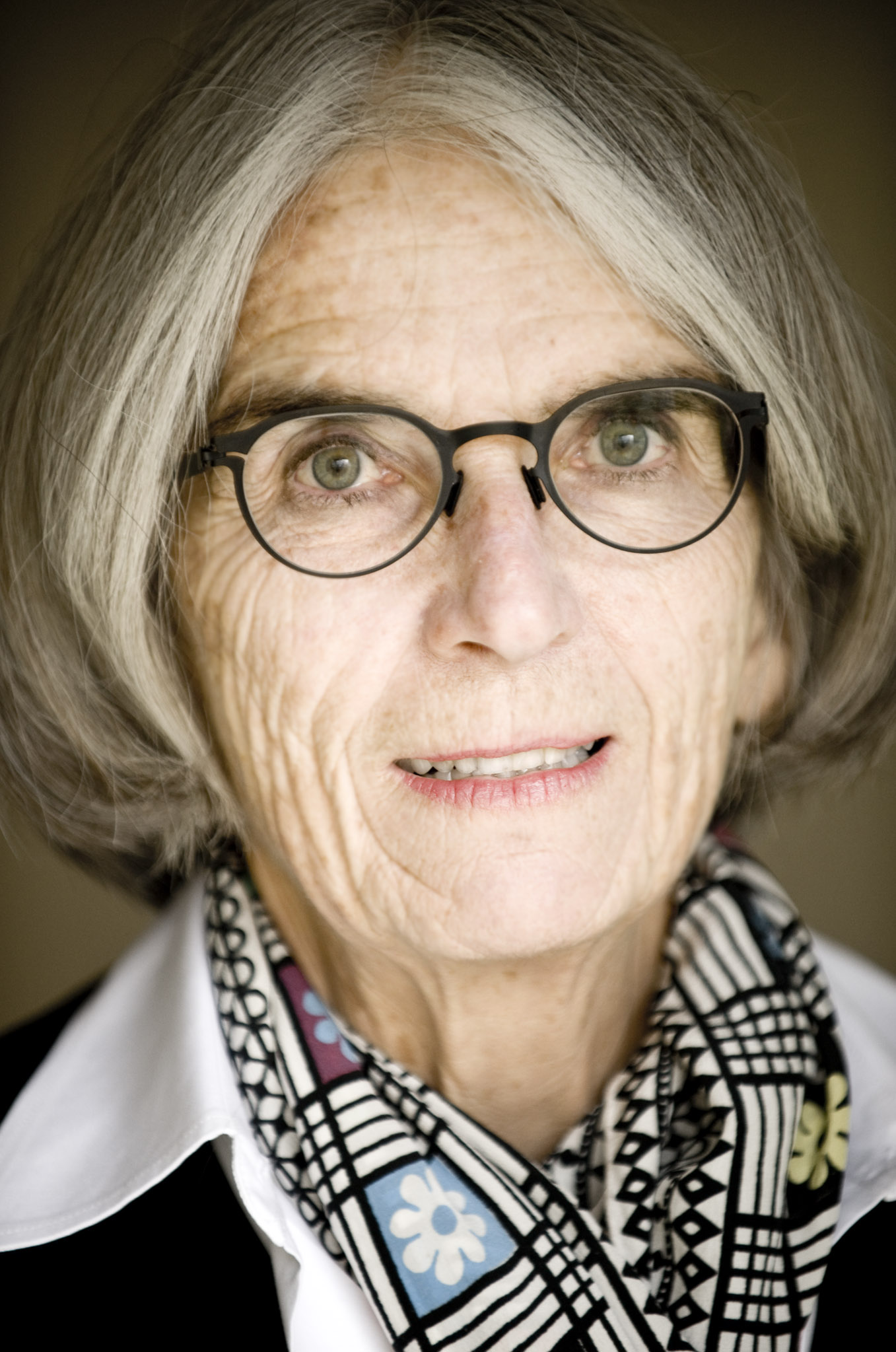
Donna Leon

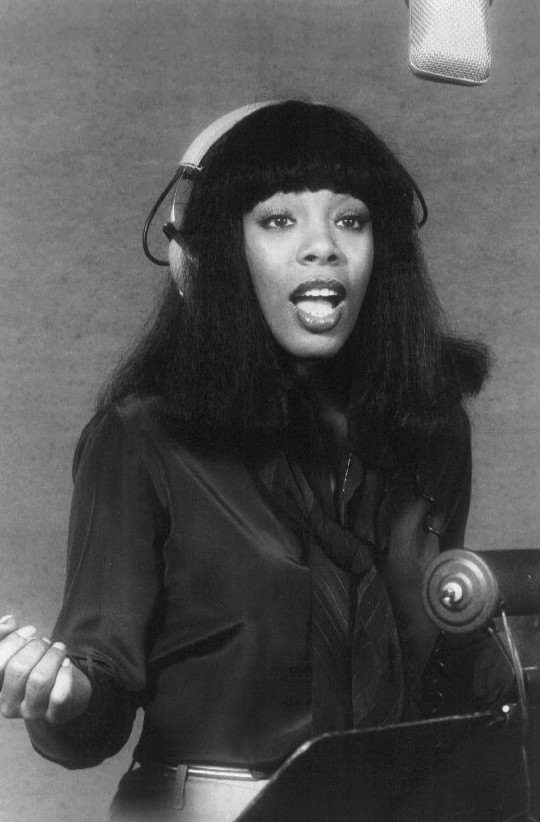
Donna Summer

- Donna Christian-Christensen, politica e medico statunitense
- Donna D'Errico, attrice statubitense
- Donna de Varona, nuotatrice statunitense
- Donna Dixon, attrice statunitense
- Donna Edwards, politica statunitense
- Donna Gurr, nuotatrice canadese
- Donna Haraway, filosofa e docente statunitense
- Donna Hennyey, schermitrice canadese
- Donna Karan, stilista e imprenditrice statunitense
- Donna Leon, scrittrice statunitense
- Donna Murphy, attrice e cantante statunitense
- Donna Pescow, attrice statunitense
- Donna Reed, attrice statunitense
- Donna Shalala, politica statunitense
- Donna Summer, cantante statunitense
- Donna Vekić, tennista croata
- Donna Williams, scrittrice, cantautrice e sceneggiatrice australiana
- Donna Woolfolk Cross, scrittrice e docente statunitense

### Variante Dona
- Dona Bailey, programmatrice e insegnante statunitense

## Il nome nelle arti
- Donna Hayward è un personaggio della serie televisiva I segreti di Twin Peaks.
- Donna Logan è un personaggio della telenovela Beautiful.
- Donna Marie Martin è un personaggio della serie televisiva Beverly Hills 90210.
- Donna Noble è un personaggio della serie televisiva Doctor Who
- Donna Paulsen è un personaggio della serie televisiva Suits.
- Donna Pinciotti è un personaggio della serie televisiva That '70s Show.
- Donna Sheridan è un personaggio del musical Mamma Mia!.
- Donna Troy è un personaggio dei fumetti DC Comics.
- Donna Tubbs è un personaggio della serie animata The Cleveland Show.